# San Quintín
San Quintín est une ville située dans l'État de Basse-Californie, au Mexique. Elle est le siège administratif de la municipalité de San Quintín.

## Géographie
La ville est située sur la côte de l'océan Pacifique, dans le nord de la péninsule de Basse-Californie, à 180 km au sud d'Ensenada. Elle forme avec les localités voisines la vallée de San Quintín.

## Histoire
La ville actuelle est fondée en 1918 par Pastor Rouais, ministre de l'Agriculture du président Venustiano Carranza.
Après la création de l'État de Basse-Californie en 1952, San Quintín est intégrée dans la municipalité d'Ensenada fondée le 1er décembre 1953. Enfin le 27 février 2020, la municipalité de San Quintín est créée, avec la ville éponyme comme chef-lieu administratif.